# Santa Sofia a Via Boccea
Santa Sofia a Via Boccea är en kyrkobyggnad i Rom, helgad åt den heliga visdomen, en av Den Helige Andes gåvor. Enligt en källa är kyrkan helgad åt martyren Sofia, mor till de heliga Fides, Spes och Caritas. Kyrkan är belägen vid Via Boccea i stadsdelen (quartiere) Primavalle i nordvästra Rom. Kyrkan, som konsekrerades år 1968, är Ukrainas nationskyrka i Rom.
Santa Sofia a Via Boccea är sedan år 1985 titelkyrka.
Kardinalpräster
- Myroslav Ivan Ljubatsjivskij (1985–2000)
- Ljubomir Husar (2001–2017)